# Hipparkhosz (csillagász)
Hipparkhosz (i. e. 160 körül – i. e. 125 körül) ókori  görög csillagász; gyakran „a csillagászat atyjának” nevezik.

## Élete
A közfelfogás szerint a bithüniai Nikaiában született. Alexandriában tanult, Rodoszi Attalosz kortársaként Rodosz szigetére települt, ahol tanított és csillagvizsgálót épített.

## Munkássága
Klaudiosz Ptolemaiosz szerint szorgalmas és igazságszerető férfi volt, aki nagyon sokat utazott. Legjelentősebb munkáit i. e. 140 és 125 között írta; ezek közül csak Aratosz, illetve Eudoxosz „Phainomenai”-hoz írott, három könyvre terjedő kommentárjai (Τῶν Ἀράτου καὶ Εὐδόξου φαινομένων ἐξήγησις) maradtak fenn. Többi munkáinak csak a címét ismerjük, így a „Peri megeithón kai aposzthématónhéliou kai szelénón biblia duo”-nak, a „Peri thé tón aplanón szüntaxenón kai tou kataszteriszmon”-nak, a „Peri thé pragmateié thé ek kükló eutheió”-nak (12 könyvben), valamint a „Peri thou eniasziou kronou”-nak.
Kora csillagászai fölé szigorú munkamódszerei és felfedezései helyezik. Eudoxosz és Arisztotelész szféráit elvetve teljesen új világképet alkotott, de annak középpontjában továbbra is a Föld állt. Ő állapította meg először, hogy a Föld a látszólag a Naptól vont körnek nem a középpontjában fekszik. Mivel azonban kor szemlélete lehetetlenné tette a körtől különböző pályák feltételezését, bevezette az epiciklusok rendszerét. Ennek lényege, hogy az égitestek a középpontban lévő Föld körül összetett körpályán mozognak úgy, hogy a Föld körüli főkörön (deferens) helyezkednek el a tényleges pályát meghatározó segédkörök, az epiciklusok. Az epiciklus úgy gurul végig a deferensen, hogy középpontja mindig a deferens egyik pontja legyen. Az így kijövő pálya (epiciklois) jól magyarázza az egyes égi pályák látszólagos hurkait. Feltételezte, hogy a deferens középpontja nem a Föld, vagyis bolygónk egy kissé, a deferens sugarának 1/24-ed részével centrumon kívüli (excentrikus) pozícióban van. Csak ezzel tudta magyarázni azt a közismert tényt, hogy az évszakok hossza nem azonos.
Egy i.e III. századi katalógust kiegészítve ő állította össze az első ismert, 1022 állócsillagot tartalmazó csillagkatalógust; ezt Klaudiosz Ptolemaiosz közölte az Almagesztben. A katalógust valószínűleg azért készítette, mert i. e. 134-ben új csillag, feltehetőleg egy szupernóva jelent meg a Skorpió csillagképben. Észleléseit (a helymeghatározás pontatlanságai miatt) a csillagok fényességének becsléseivel is kiegészítette, így csillagkatalógusában a látszólagos fényességeket is feltüntette. Ehhez megalkotta a csillagok látszólagos fényességének skáláját (magnitudóskála). A csillagokat hat fényrendbe sorolta. Az első fényrendbe a legfényesebbek kerültek, a hatodikba a szabad szemmel még éppen észrevehetők.
A görög tudományban ő ismerte fel a napéjegyenlőség precesszióját, tehát azt, hogy az égi egyenlítő és a nappálya, azaz az ekliptika metszéspontja, a tavaszpont nyugat felé mozog az Egyenlítőn (26 000 év alatt járt körbe). Hat és fél perc pontossággal kiszámította az esztendő hosszát, és mindössze egy másodperc tévedéssel a Hold keringési idejét.
Kutatásaihoz, illetőleg észleleteihez tökéletesítette a Hérón által feltalált dioptrát. Apollóniosz munkásságát folytatva befejezte az asztrolábium megalkotásához szükséges számításokat, és ennek valamilyen kezdetleges, korai változatát bizonyára használta is.
Ugyancsak őt tekinthetjük a tudományos térképészet megalapítójának. A Föld feltételezett gömb alakjának síktérképen ábrázolásához a geometria részeként kidolgozta a gömbháromszögtan alapjait és feltalálta az első (ortografikus, illetve sztereografikus) vetületeket. A kör 360 részre osztásával bevezette a fokhálózatot, a szélességi és hosszúsági körök rendszerét. A kezdő meridiánt Rodosz szigetén álló obszervatóriumán húzta át. A hosszúsági fokbeosztást az égitestek különböző delelési ideje alapján állapította meg. A szélességi fokok kijelölésénél egyes égitestek horizont feletti magasságának változását vette alapul. Egyik vetületében ő ábrázolta elsőként „egymás felé hajló” ívekként a hosszúsági köröket.